# 全国理容生活衛生同業組合連合会
全国理容生活衛生同業組合連合会（ぜんこくりようせいかつえいせいどうぎょうくみあいれんごうかい、全理連）は、全国47都道府県の理容生活衛生同業組合連合会の全国組織。

## 沿革
昭和32年6月「環境衛生関係営業の運営の適正化に関する法律」が施行された。同法に基づき都道府県ごとの組合の中央連合体として同年11月に発足、昭和33年8月設立。

## 概要
各都道府県の会員数の総計は90000を超える理容業界最大の団体である。理容業標準営業約款制度（Sマーク制度）の推進や、全国理容競技大会開催、2年に1度開かれる世界理容美容技術選手権大会への日本代表選手の派遣を行っている。

## 関連団体
同連合会の関連団体には理容師養成施設で指導を行っている全理連中央講師会がある。その他、理容師だけが加盟している日本理容師会がある。